# Tenhaagdoornheide
Tenhaagdoornheide, ook Ten Haagdoorn genoemd, is een natuurgebied en Vlaams natuurreservaat in de Belgische gemeente Houthalen-Helchteren tussen Houthalen en Houthalen-Oost.
Het gebied, dat ongeveer 360 ha groot is, bevat heide, bossen, en stuifzanden en wordt door het Agentschap voor Natuur en Bos beheerd. Tenhaagdoornheide is gelegen op het Kempens Plateau en de hoogte ervan overstijgt de 75 meter. Hier bevindt zich het brongebied van de Laambeek en de Huttebeek. Daar vormde zich een moerassig terreintje, terwijl vroeger met behulp van slootjes, dijkjes en sluisjes, het water werd benut om wat hooiland te bevloeien. Ook tegenwoordig komt de gevlekte orchis en de watersnip hier voor.
Doorheen het gebied is een aantal wandelingen uitgezet. De Limburg Golf & Country Club werd in 1966 aangelegd op Tenhaagdoornheide.
Het gebied wordt door de A2/E314 gescheiden van de Teut in Zonhoven. In 1999 werd een ecotunnel naar de Teut aangelegd. Ten noorden van Tenhaagdoornheide ligt domein Kelchterhoef en ten oosten domein Hengelhoef.

## Galerij

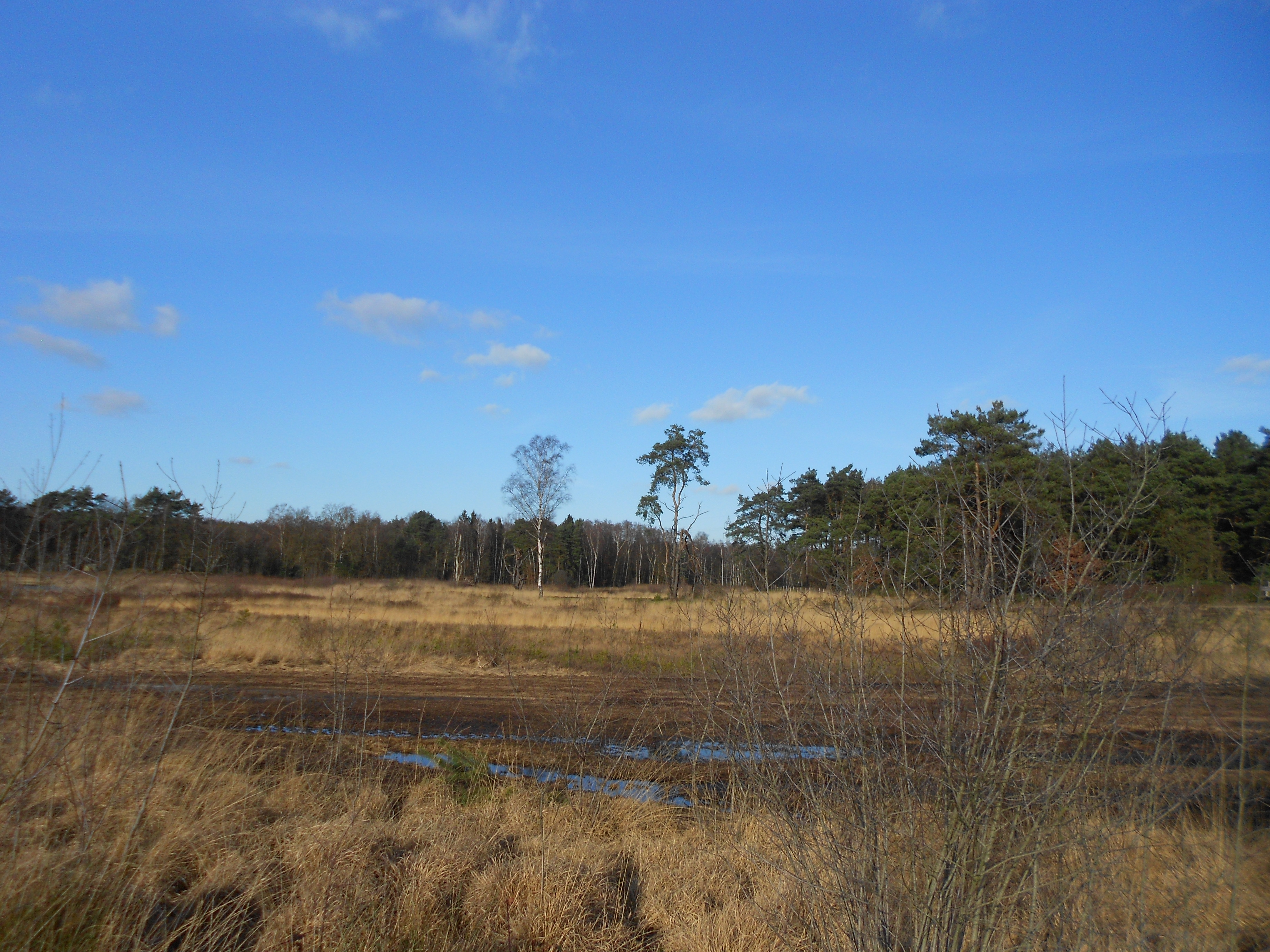
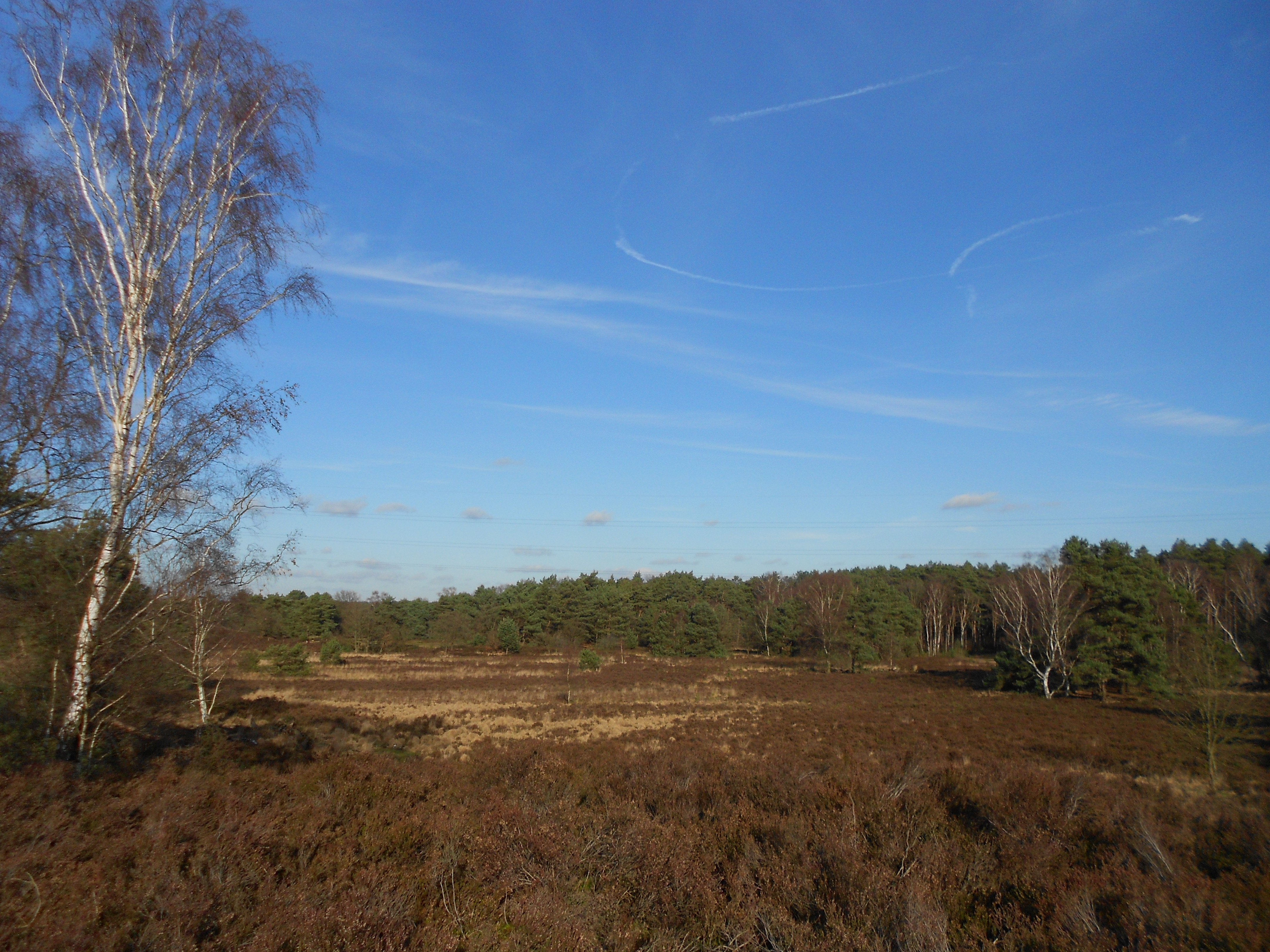
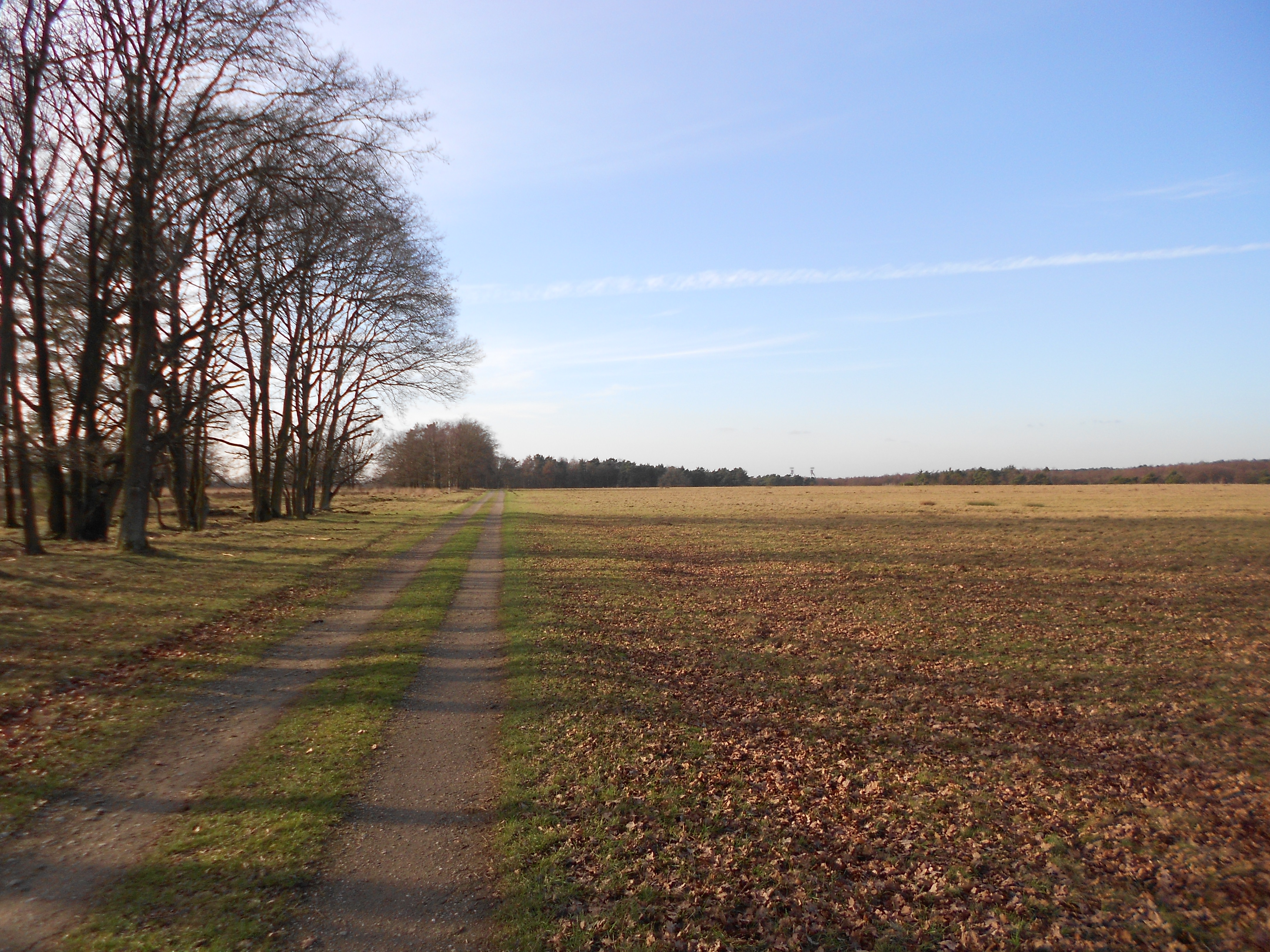
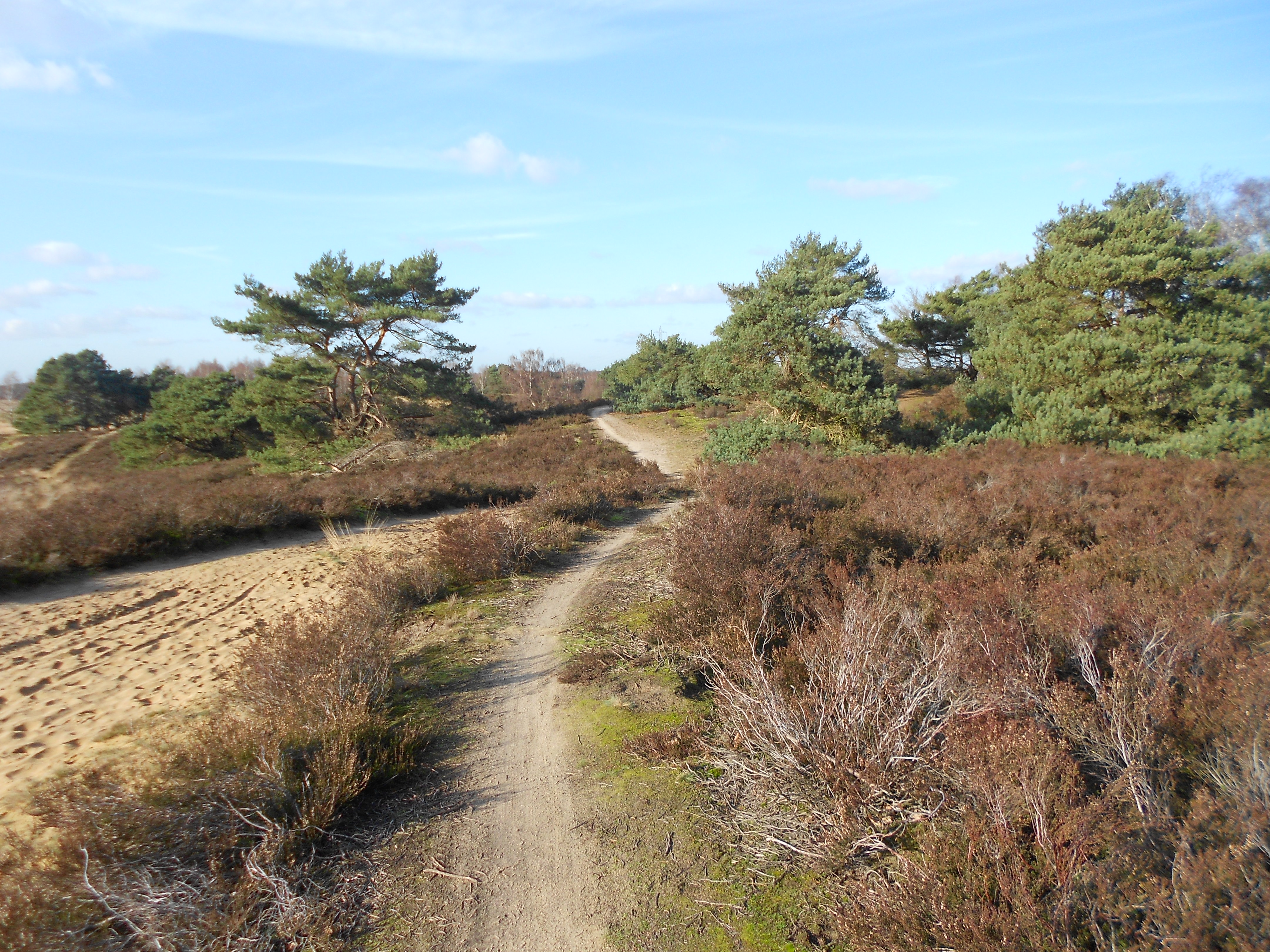
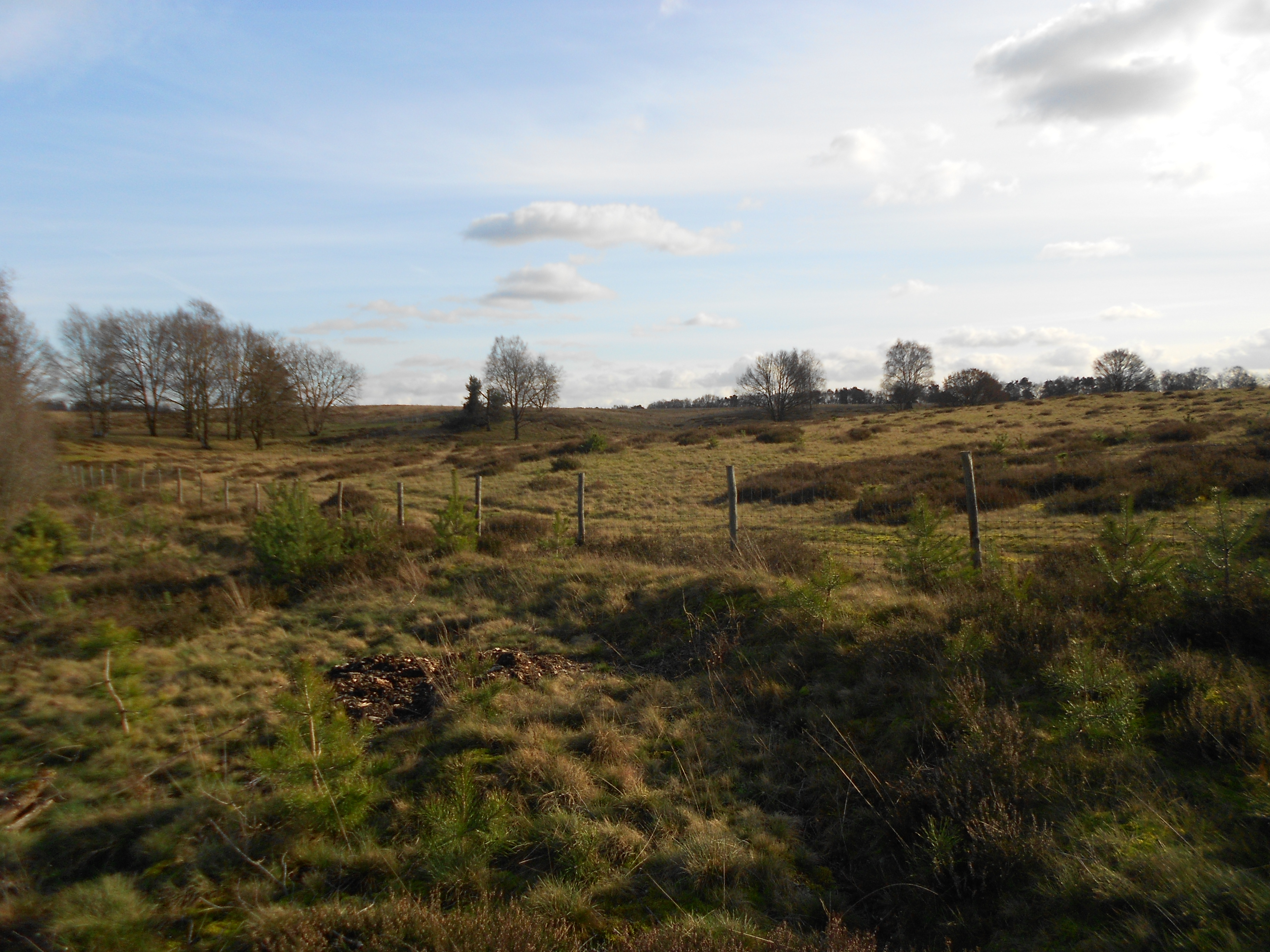
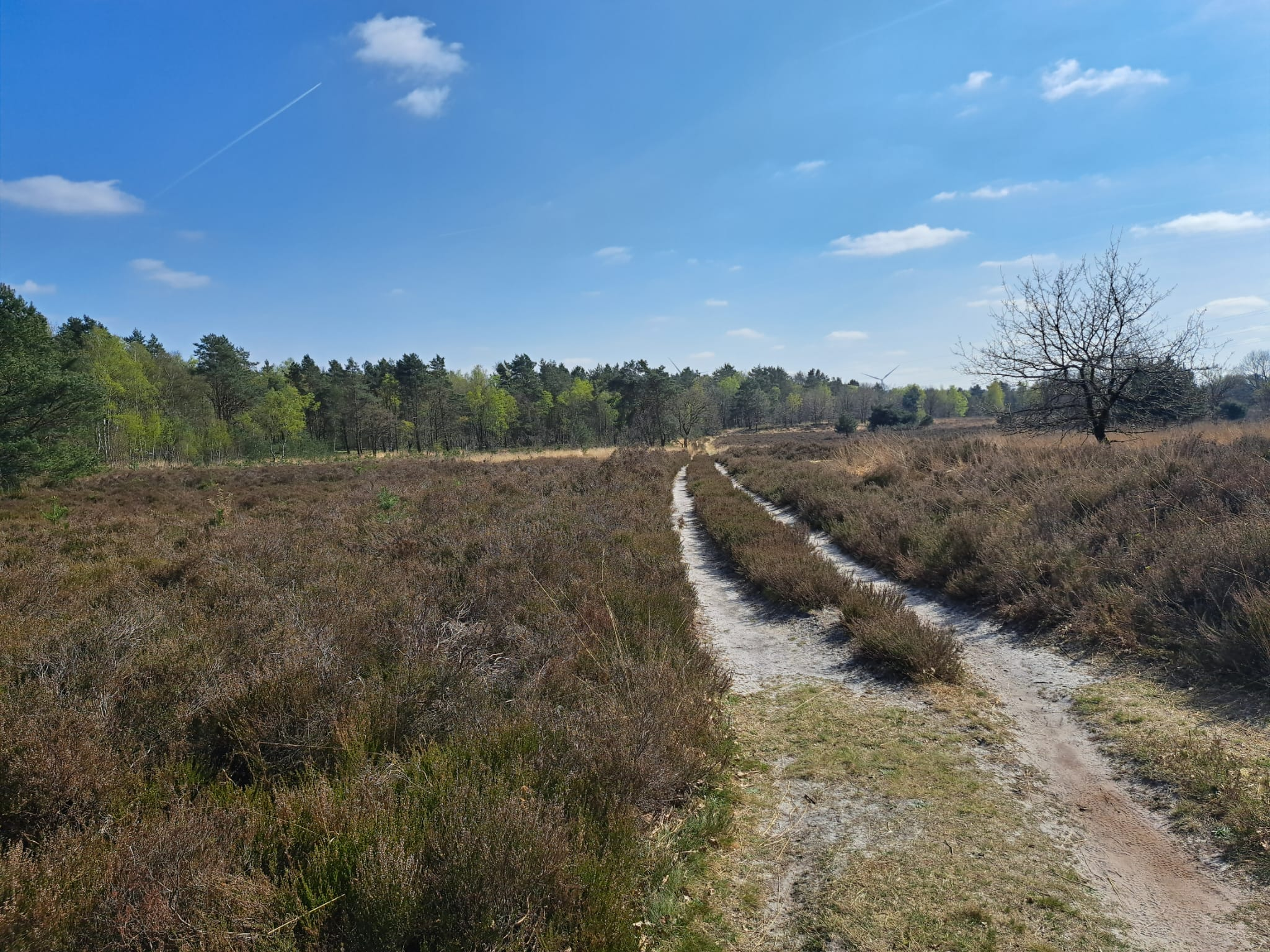
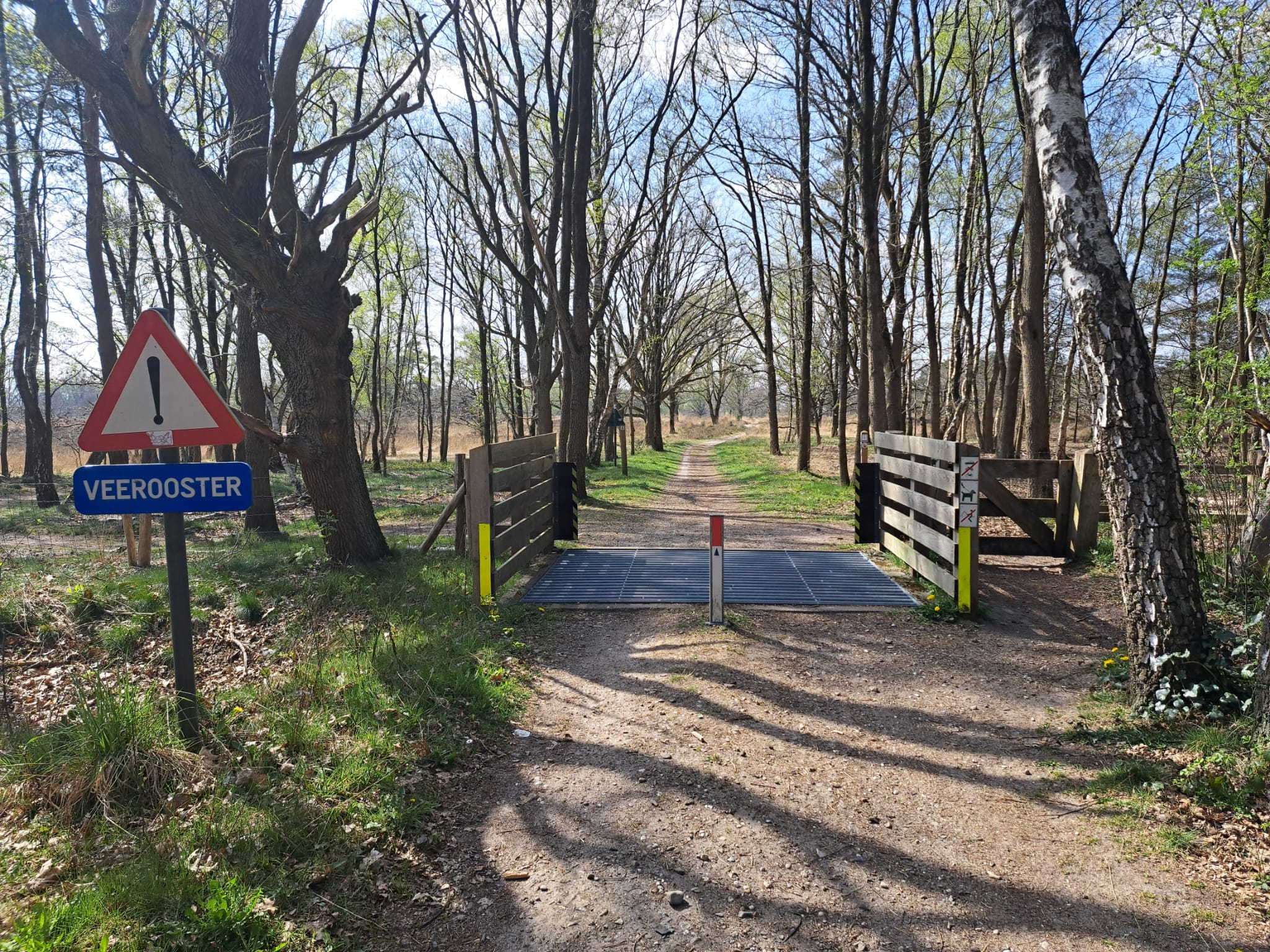
Veerooster
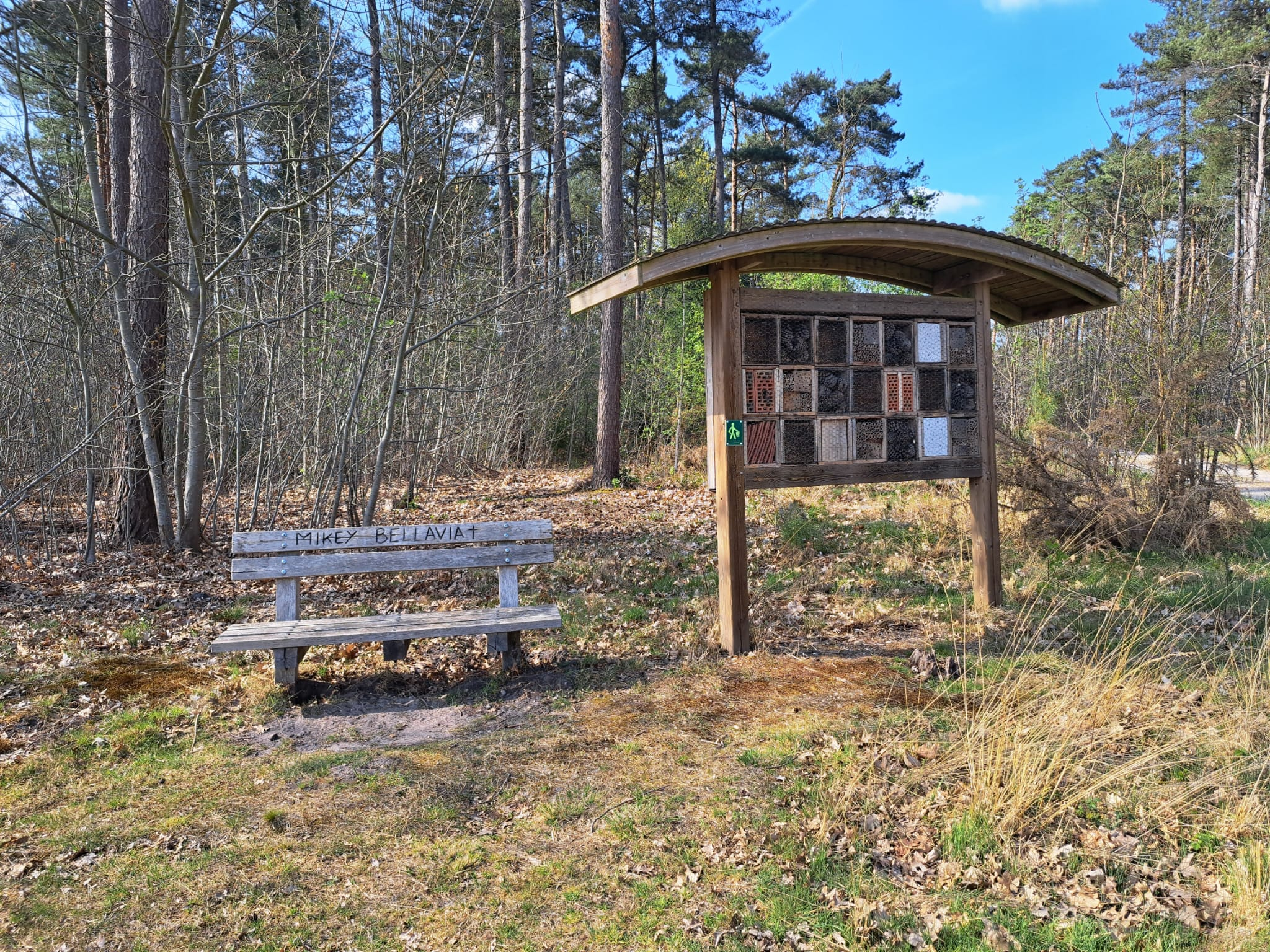
Insectenhotel